# Alastair Reynolds
Alastair Preston Reynolds (Barry, Gales; 13 de marzo de 1966) es un astrónomo, astrofísico y escritor de ciencia ficción británico. Como astrónomo trabajó en el Centro Europeo de Investigación y Tecnología Espacial (ESTEC) de la Agencia Espacial Europea (ESA) y como escritor sus especialidades son la ciencia ficción dura y la ópera espacial.

## Biografía
Nació el 13 de marzo de 1966 en Barry, una localidad portuaria del sur de Gales y pasó sus primeros años en Truro (Cornualles). En 1973 su familia volvió a Gales, donde Reynolds pasaría su adolescencia. Estudió astronomía y astrofísica en la Universidad de Newcastle, licenciándose en 1988. Los siguientes tres años los dedicó a obtener su doctorado en astronomía en la Universidad de Saint Andrews en Escocia.
En 1991 se mudó a Noordwijk, en los Países Bajos, para trabajar como investigador en el Centro Europeo de Investigación y Tecnología Espacial de la Agencia Espacial Europea (ESA). Allí conoció a Josette, su mujer, de nacionalidad francesa. Entre 1994 y 1996 trabajó como posdoctorado en la Universidad de Utrecht y posteriormente volvió a ser contratado por la ESA para trabajar como astrofísico. En 2004, y con cuatro novelas ya publicadas, abandonó su carrera científica para dedicarse en exclusiva a la escritura. En 2005 se casó con Josette, y en 2007 ambos dejaron Noordwijk y se mudaron a Gales, donde hoy en día residen en Cynon Valley, cerca de la ciudad de Cardiff.
En 2009, Reynolds firmó un contrato de un millón de libras con la editorial Gollanz para publicar 10 libros en 10 años, uno de los mayores que hasta ese momento había firmado un autor de ciencia ficción. En una entrevista en 2017, Reynolds declaró que todavía se encontraba escribiendo el quinto libro de los diez acordados.

## Inicios
Reynolds escribió sus cuatro primeros relatos publicados de ciencia ficción entre 1989 y 1991 cuando aún era estudiante en la universidad. Aparecieron por primera vez en la revista Interzone en lo que resultó ser su primera venta. Reynolds se graduó en 1991 y se trasladó desde Escocia hasta los Países Bajos para trabajar en la AEE (ESA en inglés). Fue entonces cuando comenzó a dedicar buena parte de su tiempo de escritura a su primera novela que terminaría por convertirse en Espacio revelación (Revelation Space), mientras que los pocos relatos que envió durante el periodo 1991-1995 fueron rechazados. Esta situación finalizó en 1995 cuando "Byrd Land Six" fue publicado, lo que según él marcó el inicio de una fase de mayor dedicación a la escritura.

## Obra
Hasta 2011 había publicado unas 14 historias cortas y 9 novelas. Su obra se compone principalmente de ciencia ficción dura cubierta por la space opera y los argumentos de estilo noir, que refleja su conocimiento profesional de física y astronomía, salpicada de visionarias tecnologías futuras de formas que sean casi siempre consistentes con la ciencia actual. Reynolds ha contado que prefiere mantener la ciencia de sus libros dentro de lo que él cree que es posible y que no cree que el viaje más rápido que la luz llegue a ser viable nunca, pero que aun así adopta ciencia que cree imposible cuando es necesaria para la historia. Muchas de sus novelas contienen múltiples líneas argumentales que en principio parecen no tener relación pero que se unen más adelante.
Cinco de sus novelas y muchas de sus historias cortas tienen lugar en un plausible universo futuro, llamado normalmente universo del Espacio Revelación tras la primera novela que se desarrolló en él, aunque apareció originalmente en sus historias cortas años antes de la primera novela. Aunque la mayoría de personajes aparecen en más de una novela, las obras situadas en esta línea temporal futura raramente repiten protagonistas. A menudo dichos protagonistas pertenecen a un grupo que es visto con suspicacia o está enemistado con los protagonistas de otro libro. Mientras que buena parte de la ciencia ficción refleja visiones optimistas o distópicas de la humanidad en el futuro, los mundos de Reynolds se diferencian en que las sociedades humanas no se han desviado hacia extremos positivos o negativos, sino que son similares a las de hoy en día en términos de ambigüedad moral y por ser una mezcla de crueldad y decencia, corrupción y oportunidad a pesar de los increíbles avances tecnológicos.
La serie de Espacio Revelación incluye cinco libros, dos novelas cortas y ocho relatos situados a lo largo de varios siglos que se extienden aproximadamente desde el 2200 hasta el 40.000, aunque los libros principales se desarrollan en un periodo de 300 años que abarca desde el 2427 al 2727. En este universo existen inteligencias extraterrestres pero resultan esquivas y el viaje interestelar se realiza en naves llamadas lighthuggers (bordeadoras o abrazadoras lumínicas según la traducción) que solo logran aproximarse a la velocidad de la luz (viajar más rápido que la luz es posible pero es tan peligroso que ninguna especie lo hace). La paradoja de Fermi se explica como el resultado de las actividades de una raza alienígena inorgánica llamada Inhibidores por sus víctimas, que extermina a aquellas razas conscientes que sobrepasan un determinado nivel tecnológico. La trilogía compuesta por Espacio Revelación, El Arca de la Redención y El Desfiladero de la Absolución (la trilogía de los Inhibidores) se centra en el hecho de que la humanidad llama la atención de los Inhibidores y la guerra resultante entre ellos.
Century Rain tiene lugar en un universo futuro distinto al de Espacio Revelación y se caracteriza por tener planteamientos diferentes, como el hecho de que el viaje más rápido que la luz es posible a través de un sistema de portales similares a los agujeros de gusano. Century Rain también se aleja en gran medida de los trabajos anteriores de Reynolds tanto por tener un protagonista que está mucho más cerca de nuestra perspectiva del mundo real (de hecho viene de una versión de nuestro pasado) que sirve de guía al lector que se enfrenta a los aspectos poco familiares de la avanzada ciencia ficción de la novela, como por tener un desarrollo del argumento mucho más lineal. Anteriores protagonistas de Reynolds comenzaban completamente sumergidos en el exotismo del trasfondo futuro y sus obras previas de Espacio Revelación presentaban varios hilos argumentales entrelazados, no necesariamente contemporáneos entre sí.
Pushing Ice es también una historia independiente, con personajes de un futuro mucho más distante que cualquier otro en sus novelas, situada en un marco temporal que se extiende mucho más lejos en el futuro de la humanidad que ninguno de sus trabajos previos. Contiene una interpretación alternativa de la paradoja de Fermi: la vida consciente e inteligente en el universo es extremadamente escasa.
El Prefecto (The Prefect) señala el regreso al universo de Espacio Revelación. Como Ciudad Abismo (Chasm City), es una novela autónoma dentro de este universo. Se sitúa antes que cualquiera de los otros libros enmarcados de Espacio Revelación aunque todavía 200 años después del asentamiento humano original en el sistema de Épsilon Eridani. Fue publicada el 2 de abril de 2007 en el Reino Unido.
Casa de Soles (House of Suns) es una novela situada en el mismo universo de "Thousandth Night", dentro de la antología One Million A.D.. Fue publicada en el Reino Unido el 17 de abril de 2008 y en Estados Unidos el 2 de junio de 2009. Reynolds la describe como "seis millones de años en el futuro, clones viajando por las estrellas, tensión entre metacivilizaciones humanas y robóticas y chistes sobre King Crimson".
Reynolds describió una de sus últimas novelas, Terminal World, publicada en marzo de 2010, como "una especie de romance planetario con tintes de steampunk situado en un futuro lejano". Como con Century Rain, Reynolds ha dicho que no planea acercamientos futuros al universo de Terminal World.
Reynolds firmó en junio de 2009 un nuevo contrato por valor de un millón de libras con sus editores británicos a cambio de diez libros a publicar durante los próximos diez años.
Su proyecto actual es Poseidon's Children (anteriormente conocida por el título de trabajo de Reynolds, la serie 11k), una trilogía de ciencia ficción dura que trata la expansión de la especie humana por el sistema solar y más allá, y el surgimiento de África como super estado tecnológico y colonizador espacial a lo largo de varios siglos durante los próximos 11.000 años. El primer libro se titula Blue Remembered Earth, book 1 of Poseidon's Children.
En junio de 2013 se produjo el lanzamiento de su novela de Doctor Who, Harvest Time.

## Premios y nominaciones
Las obras de ficción de Reynolds han recibido 3 premios y muchas otras nominaciones. Su segunda novela, Ciudad Abismo, ganó el British Science Fiction Award de 2001 a la Mejor Novela. Su historia corta "Weather" ganó el Premio Seiun de la Convención Nacional Japonesa de Ciencia Ficción al Mejor Relato Traducido de Ficción. Además, sus novelas El Desfiladero de la Absolución y El Prefecto fueron nominadas a anteriores premios BSFA. También ha sido nominado tres veces al Premio Arthur C. Clarke por sus novelas Espacio Revelación, Pushing Ice y Casa de Soles. En 2010 ganó el Premio Sidewise de Historia Alternativa por su relato "The Fixation". Su novela corta Troika fue nominada para los Premios Hugo de 2011.

### Novelas

#### Espacio Revelación
1. Espacio revelación (Revelation Space, 2000) - ISBN 978-84-8421-940-8. Primera Novela del arco narrativo "Espacio Revelación".
2. Ciudad Abismo (Chasm City, 2001) - ISBN 978-84-9800-043-6. Novela independiente.
3. El arca de la redención (Redemption Ark, 2002) - ISBN 978-84-9800-283-6. Segunda Novela del arco narrativo "Espacio Revelación".
4. El desfiladero de la absolución (Absolution Gap, 2003) - ISBN 978-84-9800-426-7. Tercera Novela del arco narrativo "Espacio Revelación".
5. El prefecto (The Prefect, 2007) - ISBN 978-84-9800-527-1. Novela independiente.

#### Poseidon's Children
1. Blue Remembered Earth (2012)
2. On The Steel Breeze (2013)
3. TBA

#### Otros
- Century Rain (2004)
- Pushing Ice (2005)
- Casa de Soles (House of Suns, 2008) - ISBN 978-84-9800-720-6
- Terminal World (2010)
- Harvest Time (2013)

### Colecciones
- Diamond Dogs, Turquoise Days (2003)
- Zima Blue and Other Stories (2006) (Contiene casi todas las historias del autor hasta ese momento no pertenecientes al universo de Espacio Revelación)
- Galactic North (2006) (Contiene todas las novelas cortas y relatos del universo de Espacio revelación hasta 2006 excepto las incluidas en Diamond Dogs, Turquoise Days)
- Deep Navigation (2010) (Edición limitada que contiene historias no incluidas o no publicadas en anteriores colecciones)

### Novelas cortas

#### Espacio Revelación
- "Great Wall of Mars" - febrero de 2000
- "Glacial" - marzo de 2001
- Diamond Dogs - 2001
- Turquoise Days - 2002
- "Weather" - 2006
- "Grafenwalder's Bestiary" - 2006
- "Nightingale" - 2006

#### Otros
- "Thousandth Night" - 2005
- "Understanding Space and Time" - 2006
- "Minla's Flowers" - 2007
- "The Six Directions of Space" - septiembre de 2007
- "Troika" - 2010

## Adaptaciones
Sus relatos Beyond the Aquila Rift (2005) y Zima Blue (2005) fueron ambos adaptados para la televisión en los episodio del mismo título de la primera temporada de la serie antológica animada de Netflix Love, Death & Robots (2019).